# Teams Design
Teams Design (Eigenschreibweise TEAMS) ist ein internationales Industriedesign-Unternehmen mit Stammsitz in Esslingen am Neckar bei Stuttgart.
Aktuell hat Teams Design fünf Studios auf drei Kontinenten, die jeweils ein eigenständiges Unternehmen bilden und insgesamt ca. 100 Mitarbeiter haben. Diese sind in Esslingen am Neckar, Hamburg, Chicago, Shanghai und Belgrad.

## Geschichte
1956 gründete Hans Erich Slany in Esslingen Slany Design. Zu diesem Zeitpunkt hatte er der Firma Bosch sein Konzept, Gehäuse für Elektrowerkzeuge aus Kunststoff statt wie bisher üblich in Metalldruckguss zu entwickeln, vorgestellt. Um die neuen Prozesse in die Entwicklung bei Bosch besser einzubinden, wurde die Wanderausstellung „Arbeit erleichtern: Ergonomie für Elektrowerkzeuge“ konzipiert. Zusätzlich veröffentlichte Bosch einen Leitfaden, basierend auf den Empfehlungen von Slany: „Der Einfluss der Ergonomie auf das Design von Elektrowerkzeugen“. Teams Design ist verantwortlich für das  visuelle Produkt-Gesamterscheinungsbild von Bosch.
Während dieser Zeit gründete Slany mit sechs weiteren Designern den Verband Deutscher Industrie Designer e.V. (VDID), Deutschlands größte berufsspezifische Designvereinigung.

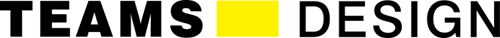
Logo bis 2015

1987 berief Slany die Mitarbeiter Klaus Schön und Reinhard Renner zu Mitgesellschaftern und das Unternehmen wurde in Slany Design Teams umbenannt. Als Slany sich 1996 aus dem Unternehmen vollständig zurückzog, wurde die Firma in Teams Design GmbH umbenannt.
1998 folgte die internationale Expansion mit dem zweiten Standort in Chicago unter der Leitung von Paul Hatch. Der zweite deutsche Standort wurde 2002 in Hamburg unter der Leitung von Ulrich Warth eröffnet. Als sich Klaus Schön 2003 aus dem Unternehmen zurückzog, übernahmen Hans-Peter Aglassinger und Klaus Baumgartner seine Anteile als Mitgesellschafter. Die weitere internationale Expansion erfolgte kurze Zeit später, 2004 in Belgrad unter der Leitung von Zarko Bubalo und 2006 in Shanghai unter der Leitung von Jonas Vollmer und An Luo. 2009 übernahm Ulrich Schweig die Leitung in Hamburg von Ulrich Warth und Mitte 2013 löste zuletzt Martin Rauch Jonas Vollmer als Co-President des Standorts Shanghai ab.

## Verbandsmitarbeit
In Deutschland ist Teams in die Aktivitäten des Verbund Deutscher Industriedesigner (VDID) involviert. In Chicago war Paul Hatch der Vizepräsident der Industrial Designers Society of America (IDSA). In Shanghai arbeitete Jonas Vollmer mit der chinesischen Designgesellschaft daran, die erste IDSA Außenstelle außerhalb der Vereinigten Staaten von Amerika zu etablieren. Jonas Vollmer war von 2011 bis 2013 Vice Chair IDSA China, verantwortlich für den Bereich Shanghai.

## Gegenwart
Das Unternehmen beschäftigt weltweit über 90 Mitarbeiter. Zu den größten Kunden zählen Unternehmen wie Bosch, Intel, Kärcher, Leifheit, Siemens, Silit, Soehnle und Still.
Team Designs ist im internationalen iF Industrie Forum Design creative ranking unter den Top-100-Agenturen und auf Platz 14 der unabhängigen Agenturen gelistet. Bis heute hat Teams Design allein über 200 iF-Designauszeichnungen erhalten.

## Veröffentlichungen
- Eric Chan: 1000 Product Designs: Form, Function, and Technology from Around the World. Rockport Publishers, 2010, ISBN 978-1-59253-638-2.
- Peter Zec: Red Dot Design Yearbook 2009/2010.  Avedition, 2009, ISBN 978-3-89939-106-0.
- Marion Godau, Paola Antonelli: Design Directory Germany. Universe, 2007, ISBN 978-0-7893-0389-9.
- Peter Zec: Red Dot Design Yearbook 2007/2008. Avedition, 2007, ISBN 978-3-89939-084-1.
- German Design Council: Design Award of the Federal Republic of Germany 2007. Birkhäuser, Basel 2007, ISBN 978-3-7643-8092-2.
- Paul Hatch, Deana McDonagh (Hrsg.); Tatyana Balte (Ill.): REALIZE - Design Means Business, Industrial Designers Society of America. 1. Auflage. 2006, ISBN 1-4276-0608-0.
- Deana McDonagh: IMPACT: The Synergy of Design, Technology, and Business, Industrial Designers Society of America.  1. Auflage. 2005, ISBN 0-9752741-3-9.
- Peter Fiell, Charlotte Fiell, Julia Krumhauer: Industrial Design A-Z. Taschen, 2003, ISBN 3-8228-2426-7.
- Guenter Ogursky, Gabrielle Stof (Hrsg.): The Influence of Ergonomics on the Design of Power Tools, Robert Bosch GmbH, Stuttgart.
- Peter Zec: German Design Standards DuMont, Köln 1997, ISBN 3-7701-4290-X.
- Christian Marquart: Industrial Culture - Industrial Design: A Piece of German Economic and Design History: The Founder Members of the Association of German Industrial. John Wiley & Sons, 1994, ISBN 978-3-433-02343-3.
- Peter Strahlendorf: Design Made in Hamburg. New Business Verlag, hamburgdesign, 2010, ISBN 978-3-936182-20-0.
- Patrick Metz: Hamburgs Kreative 2011/12. Norman Beckmann Verlag&Design, 2011, ISBN 978-3-939028-28-4.